# Sylvensteinspeicher

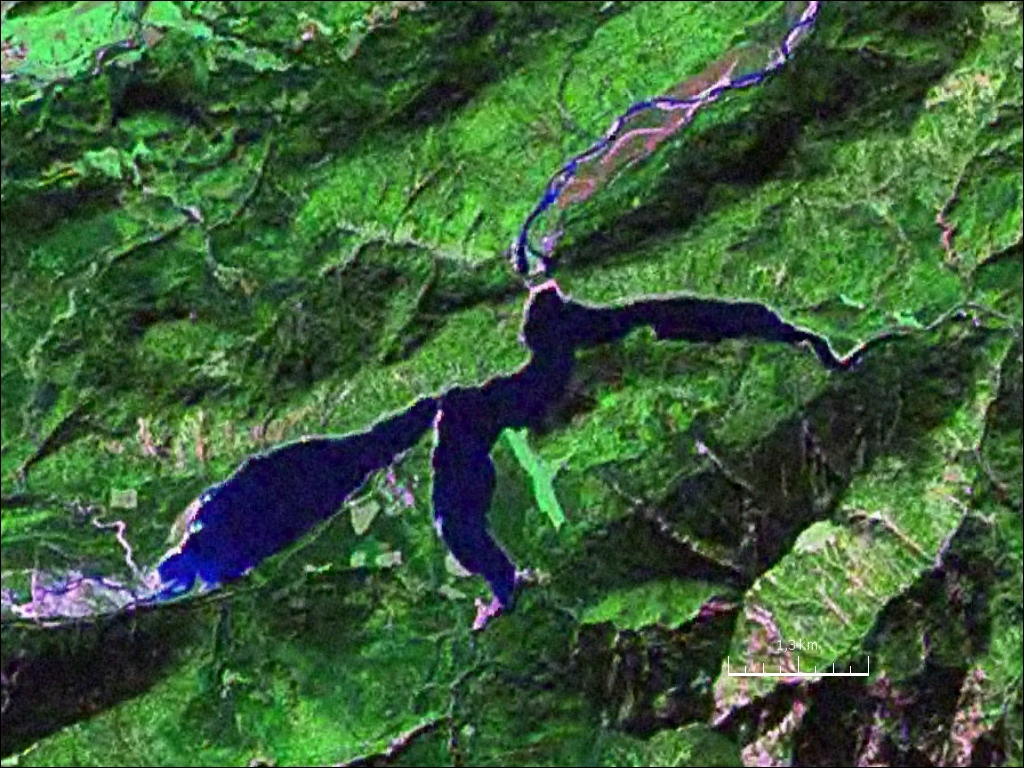
NASA-Geocover-2000-Satellitenbild

Der Sylvensteinspeicher, auch Sylvensteinstausee oder schlicht Sylvensteinsee genannt, ist ein Stausee im Isarwinkel in der Gemeinde Lenggries, an der Straße von Bad Tölz zum Achensee (Bundesstraße 307), etwa 12 km südlich des Ortszentrums von Lenggries. Er wurde in den Jahren 1954 bis 1959 zum Hochwasserschutz im Isartal gebaut. In Trockenzeiten ist seit 1990 eine ausreichende Wasserführung der Isar gesichert, am Krüner Wehr wird aus ökologischen Gründen ein Restzufluss von mindestens 4 m³/s gewährleistet.
Das maximale Stauvolumen beträgt 124,3 Mio. m³ Wasser. Zwei kleine Wasserkraftwerke am Damm dienen der Stromerzeugung im Megawatt-Bereich, sie werden von der Bayerische Landeskraftwerke GmbH betrieben. Von 1994 bis 2001 wurde der Damm um 3 m erhöht, um den Hochwasserschutz zu verbessern. Schon beim Pfingsthochwasser 1999 bewährten sich die Dammerhöhung und der zweite Hochwasserentlastungsstollen mit dem tempelartigen Einlaufbauwerk und mit einer Leistung von bis zu 400 m³/s. Beim noch stärkeren Alpenhochwasser 2005 musste am Nachmittag des 23. August 2005 die Schleuse geöffnet werden, da der Sylvensteinspeicher die maximale Füllmenge erreicht hatte.
Der Stausee wurde nach dem Sylvenstein benannt, einem Felsrücken, der im oberen Isartal eine natürliche Engstelle nach Osten begrenzt. Die westliche Begrenzung ist das felsige Hennenköpfl.
Der Sylvensteinsee ist auch ein Ausflugsziel und Erholungsgebiet.
Im See versunken liegt das ehemalige Dorf Fall, das vor der Flutung abgerissen und einige Dutzend Meter höher an der Straße nach Vorderriß neu erbaut wurde.

## Geschichte

### Gründe für den Bau
Seit 1924 wird für das in Betrieb genommene Walchenseekraftwerk die Isar am Krüner Wehr zu großen Teilen in den Walchensee umgeleitet. Seit 1949 wird zusätzlich der Rißbach, der ehemals in die Isar floss, durch den Rißbach-Stollen in den Walchensee abgeleitet. Ursprünglich entwässerte auch der Achensee über die Ache in die Isar. Mit dem Bau des Achensee-Wasserkraftwerks in Jenbach im Jahre 1927 wurde der Isar auch dieser Wasserzufluss (und auch der Dürrach, die in den Achensee abgeleitet wird) entzogen, da das Wasser des Achensees seither primär über das Kraftwerk in den 380 m tiefer gelegenen Inn gelangt. Die Isar wurde im oberen Teil immer mehr zur Flussleiche, besonders in Trockenzeiten war der Wasserspiegel niedrig; die Stadt Bad Tölz litt unter Wassermangel. Deshalb wurde schließlich mit dem damals sehr umstrittenen Bau des Sylvensteinspeichers begonnen, um einen konstanteren Wasserspiegel der Isar zu erreichen. Der zusätzlich gewährleistete Hochwasserschutz war hingegen nur ein sekundäres Ziel, hat sich aber gerade bei den Hochwassern 1999 und 2005 besonders bewährt. Ursprünglich war der See viel größer geplant und sollte bis Vorderriß reichen.

### Modernisierungsmaßnahmen
Von 1994 bis 2001 wurden umfangreiche Modernisierungsmaßnahmen durchgeführt. Dabei wurden ein Damm-Kontrollsystem eingebaut, eine zweite Hochwasserentlastungsanlage errichtet und der Damm zur Vergrößerung des Hochwasserschutzraumes erhöht. Außerdem wurde ein zweites Kraftwerk errichtet. Das neue Kraftwerk hat eine Compact-Axial-Turbine mit einer Leistung von 3,8 MW und ein Regelarbeitsvermögen von 20.000 MWh pro Jahr.
Von 2011 bis 2016 installierte man eine zusätzliche Dichtwand sowie ein verbessertes Erfassungs- und Überwachungssystem für Sickerwasser.

## Bauwerke

### Wasserkraftwerke

#### Kraftwerk I
(seit 1959, umgebaut im Oktober 2004)
| Francis Spiralturbine, Fa. Kössler | 2,6 MW       |
| Fallhöhe:                          | 13–37 m      |
| Durchfluss:                        | max. 11 m³/s |
| Drehzahl:                          | 428/min      |

#### Kraftwerk II
(seit 2000)
| Compact-Axial-Turbine | 3,8 MW           |
| Fallhöhe:             | 13–37 m          |
| Durchfluss:           | max. 15 m³/s     |
| Regelarbeitsvermögen  | 20 Mio. kWh/Jahr |

### Staudamm
Der Damm ist 44 m hoch und seine Dammkrone 180 m lang. Der Damm staut neben der Isar auch deren Seitenzuflüsse Dürrach (südlicher Arm) und Walchen (östlicher Arm) auf. Die Isar und Dürrach führen große Mengen Sedimente und Sedimentgesteine mit sich, die den Stausee in den nächsten Jahrzehnten auffüllen werden. Für den Wildfluss Isar bedeutet die „Zähmung“ einen Lebensraumverlust für spezialisierte Tier- und Pflanzenarten der – insbesondere bei Hochwasser – immer wieder durch das Wasser umgelagerten Schotterbänke. Besonders augenfällig wird diese anthropogene Veränderung des Ökosystems Flusslandschaft in der Pupplinger Au bei Wolfratshausen, wo sich in den vergangenen 50 Jahren der Auwald auf vormals offenen Schotterflächen erheblich ausgebreitet hat.
Der Staudamm ist ein aus Kies, Geröll und Sand geschütteter Damm mit einem mittigen Dichtungskern aus Erdbeton (75 % Kies, 8 % Feinsand, 17 % Schluff und geringe Bentonitanteile). Er steht auf einer von der Isar im Laufe der Zeiten mit Geröll aufgefüllten, bis zu 100 m tiefen Erosionsrinne, die von Grundwasser durchströmt war. Bevor mit dem Bau des eigentlichen Damms begonnen werden konnte, musste deshalb zunächst diese Rinne mit einer Ton/Zement/Wasserglas-Suspension verpresst und dadurch eine 5.000 m² große Dichtungsschürze eingebracht werden, um das Tal auch unterhalb des sichtbaren Dammes abzudichten.

### Faller-Klamm-Brücke
Die zur Bundesstraße 307 gehörige Straßenbrücke wurde 1957 errichtet und hat eine Länge von 329 Metern.

## Natur- und Landschaftsschutz
Der Sylvensteinsee ist Teil des Landschaftsschutzgebietes „LSG Sylvensteinsee und oberes Isartal in den Gemeinden Lenggries und Jachenau“ (LSG-00341.01), das 1983 unter Schutz gestellt wurde. Teile des Sees zählen seit 2004 zum FFH-Gebiet „Oberes Isartal“.

## Philatelistisches
Mit dem Erstausgabetag 2. Juni 2022 gab die Deutsche Post AG  ein Postwertzeichen als Zusammendruck von zwei Postwertzeichen zu je 100 Eurocent in der Serie Deutschland von oben heraus. Der Entwurf stammt von der Grafikerin Bettina Walter aus Bonn.

## Sonstiges
Am Sylvensteinspeicher wurden einige Filmszenen gedreht, unter anderem Szenen des Films Da geht noch was und des Films Jesus liebt mich (beide mit Florian David Fitz) und Die Geschichte vom Brandner Kaspar mit Michael Bully Herbig.

## Bildergalerie

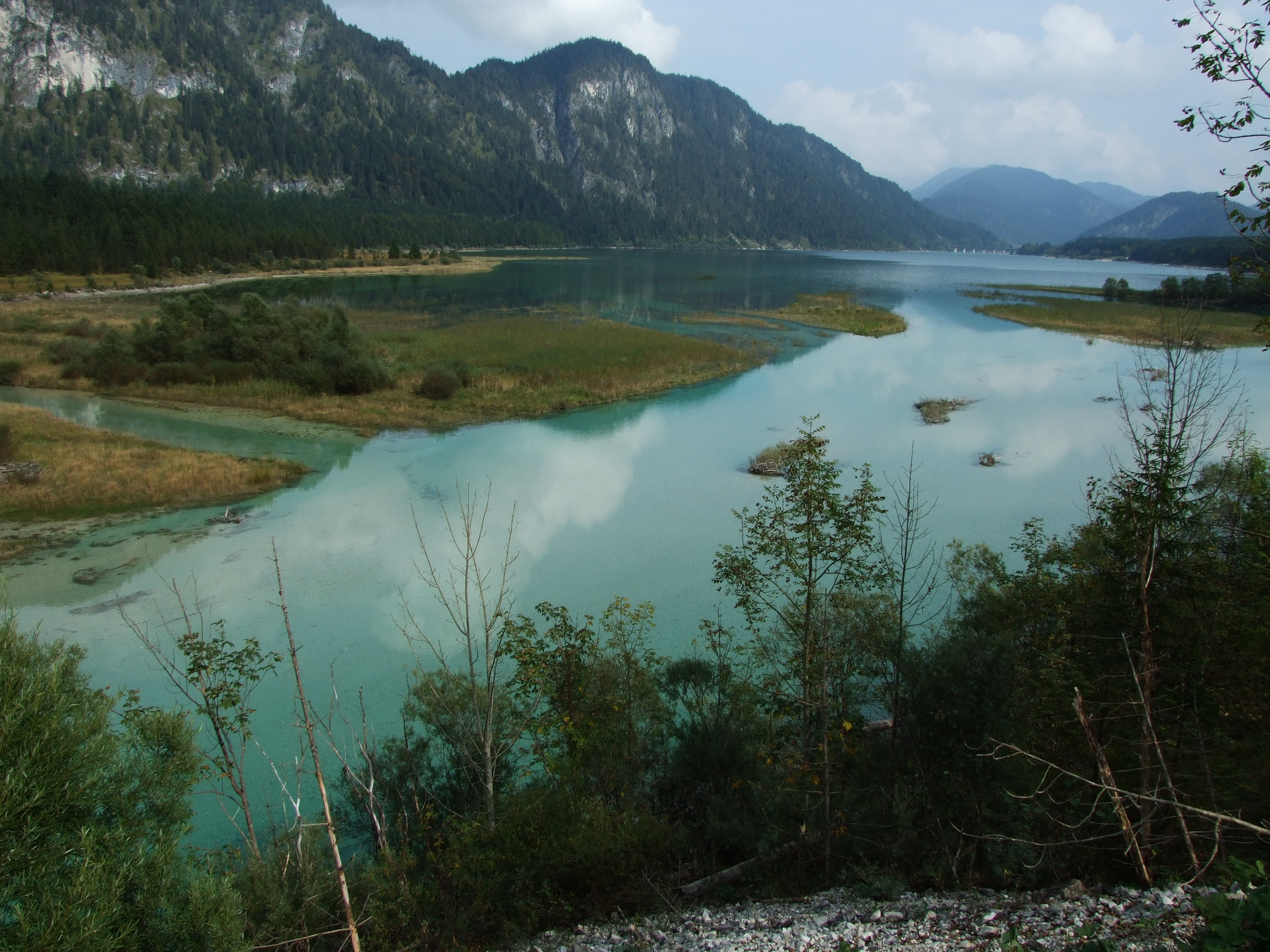
Mündung der Isar in den Sylvensteinstausee.
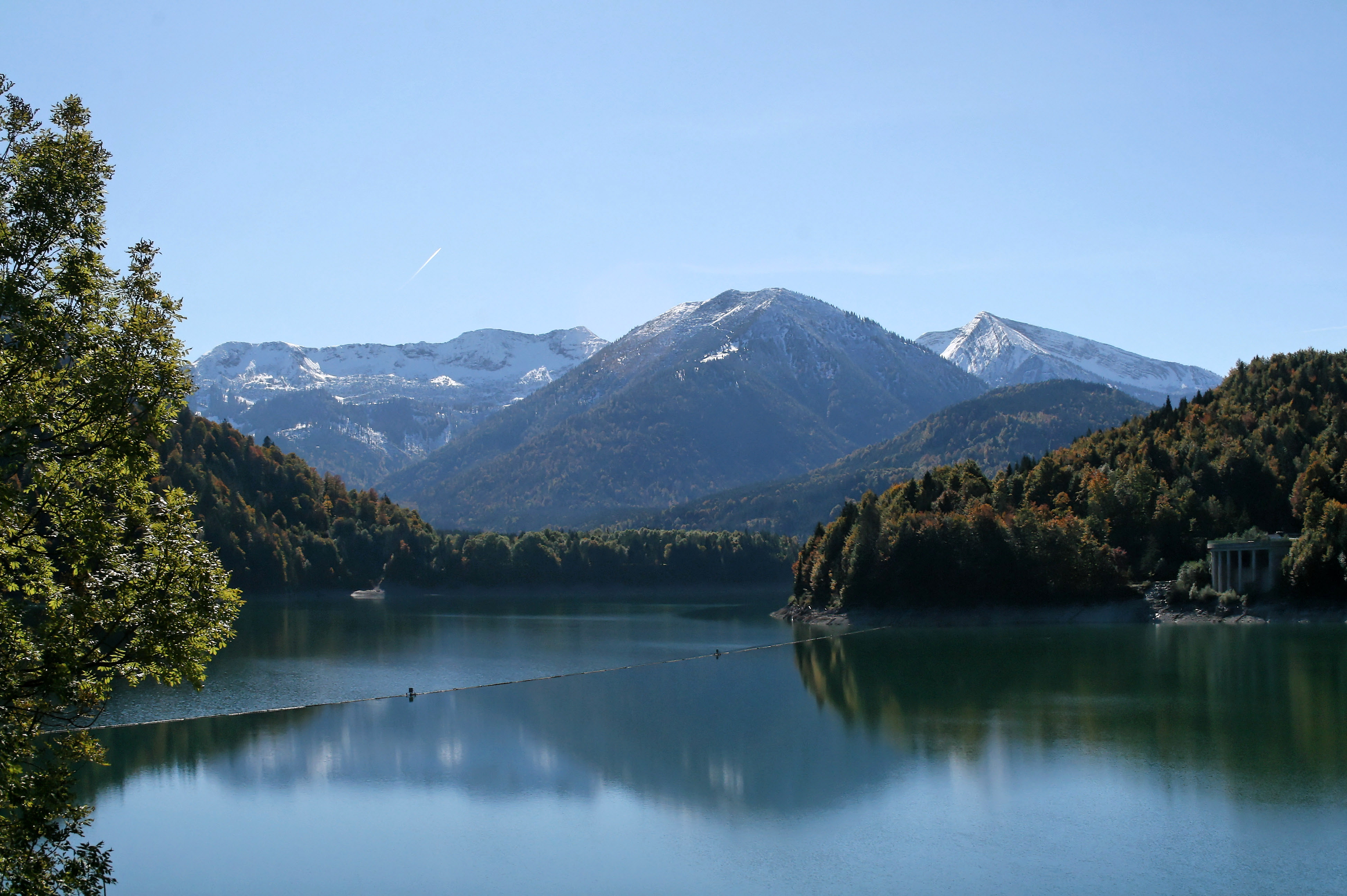
Der Sylvensteinspeicher
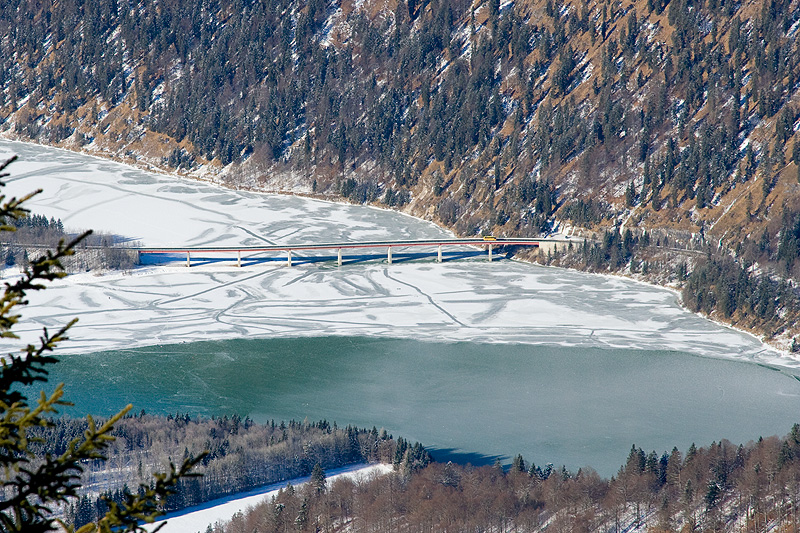
Brücke über den Sylvensteinspeicher
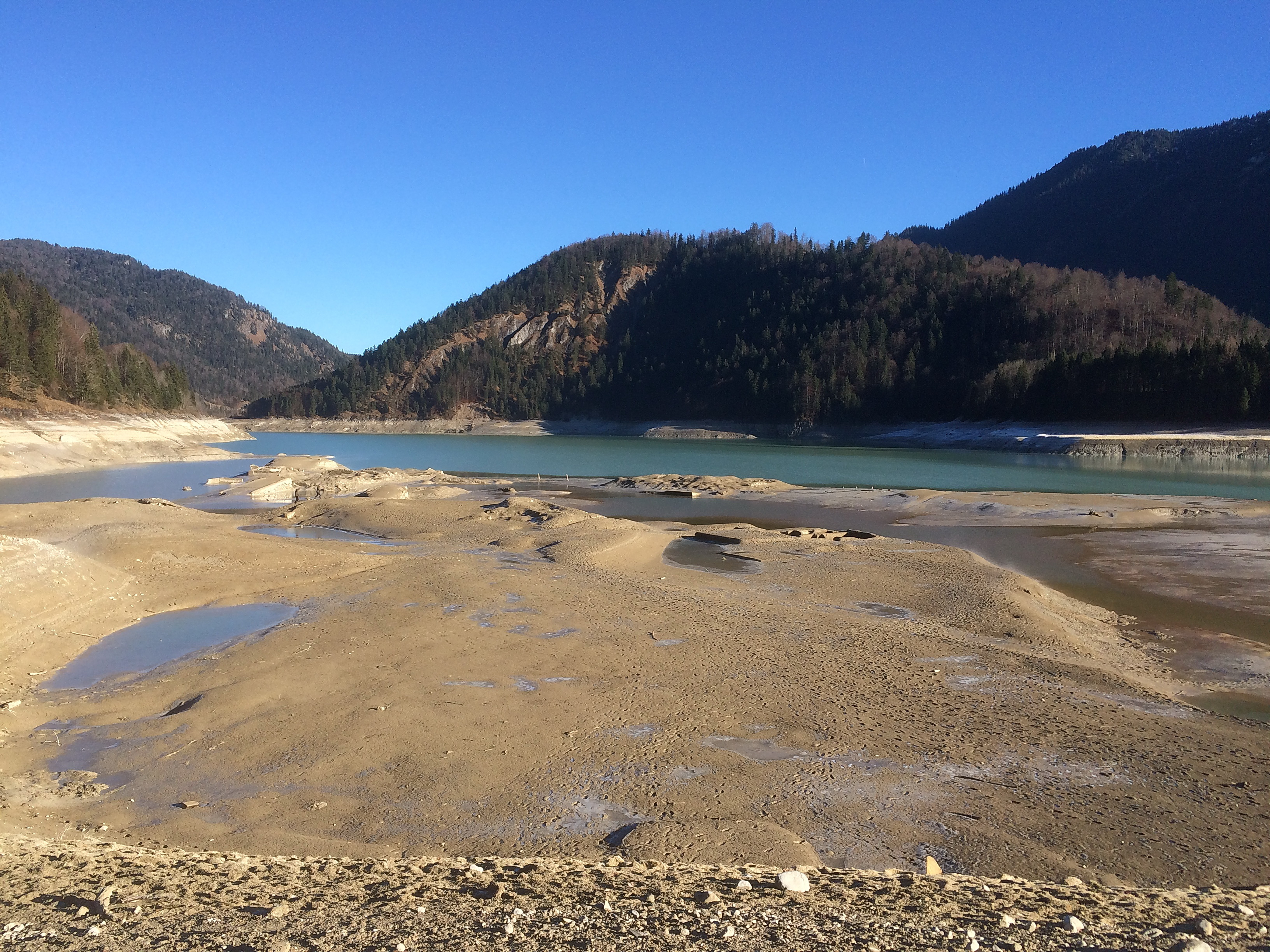
Alt-Fall am 7. Dezember 2015
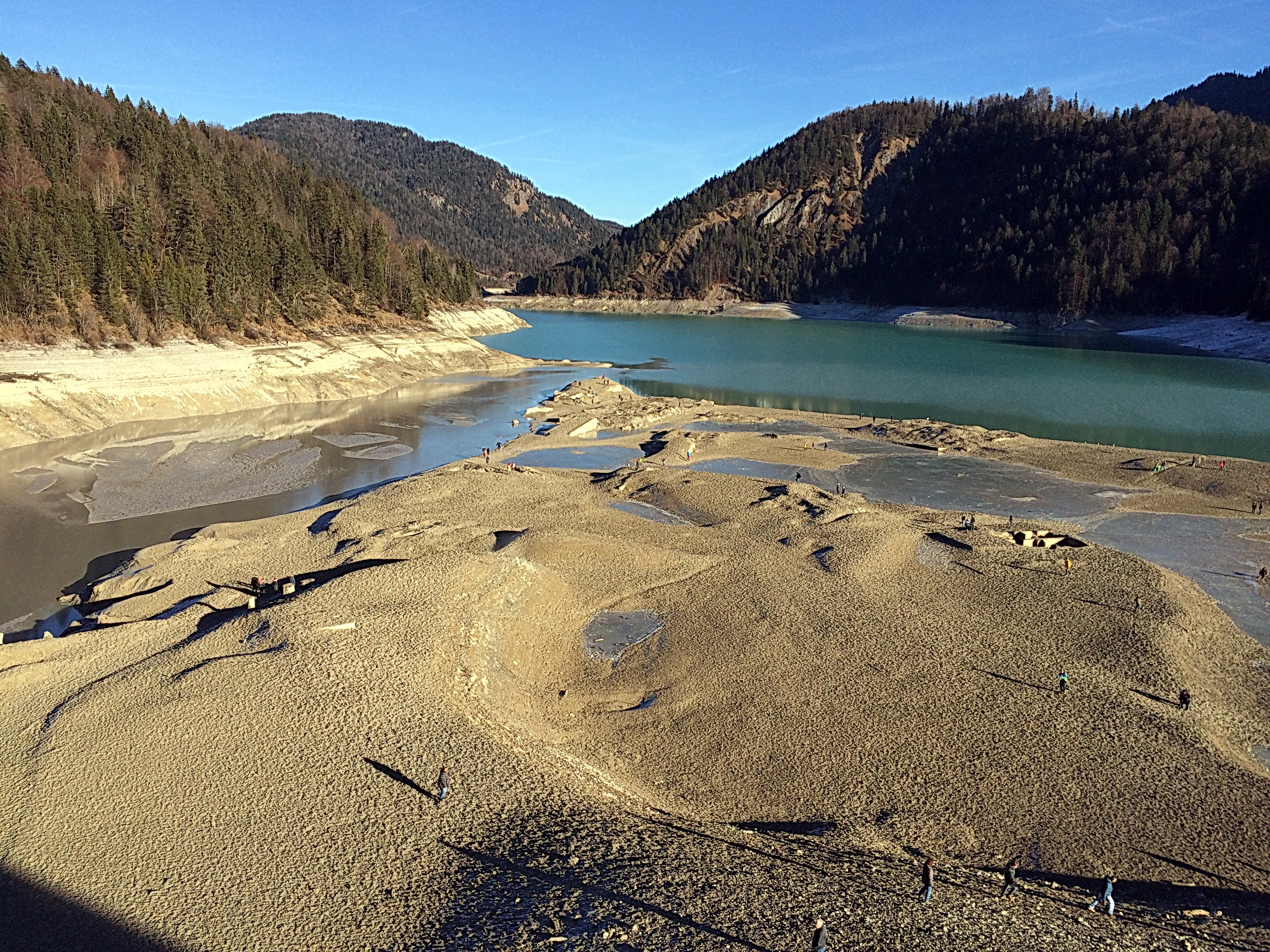
Alt-Fall am 26. Dezember 2015
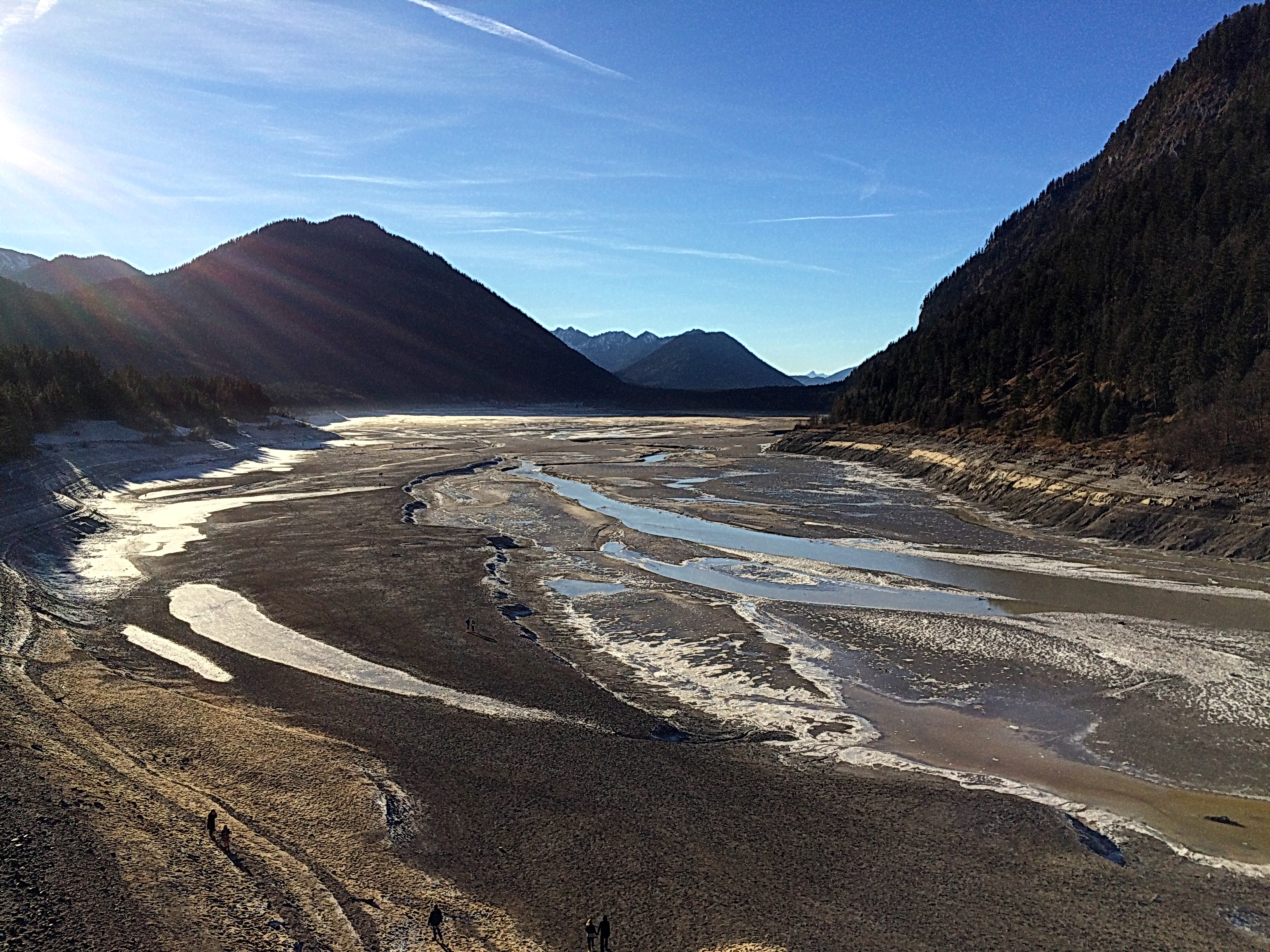
Sylvensteinspeicher am 26. Dezember 2015
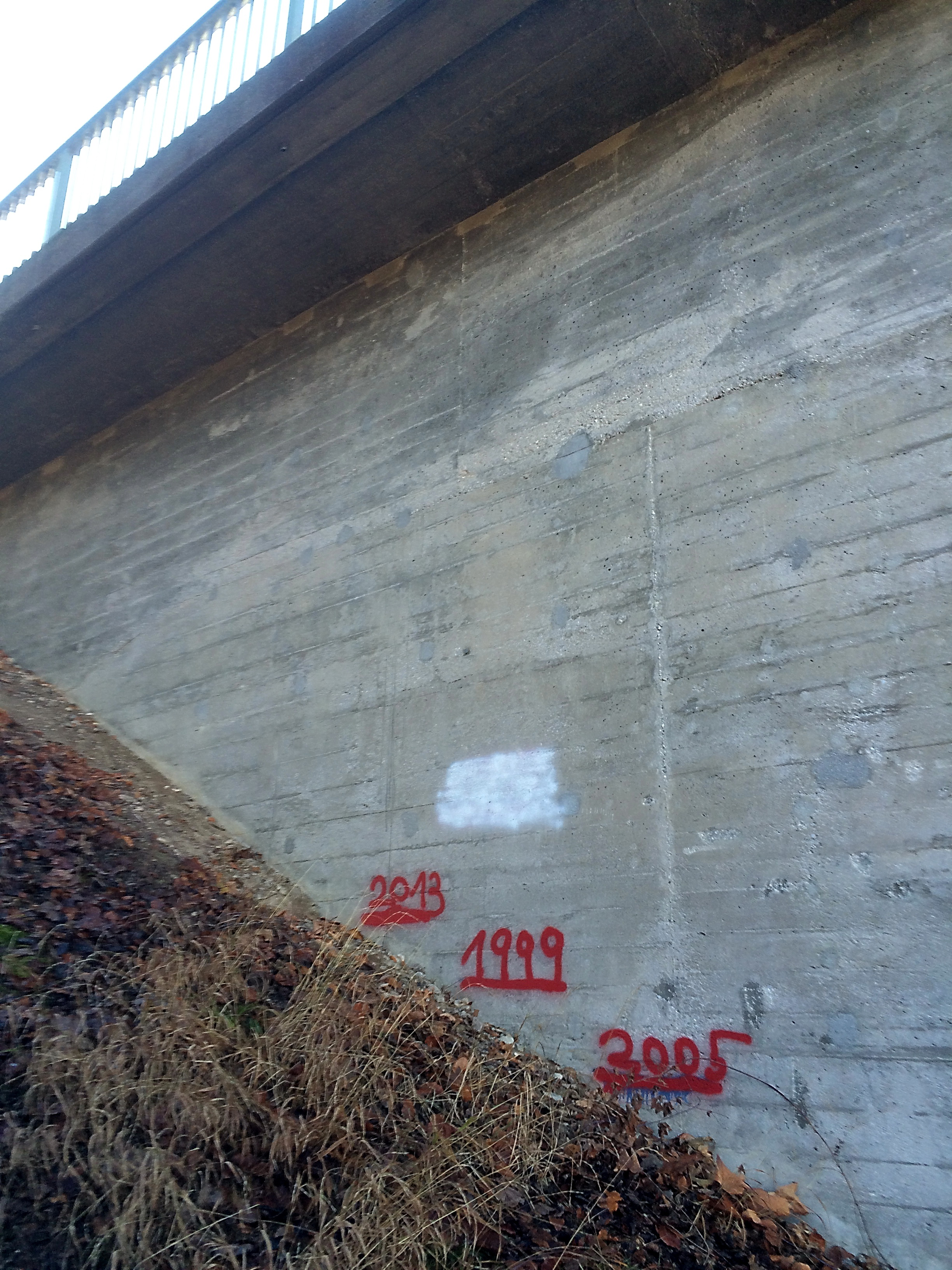
Hochwassermarken an der Brücke über den Sylvensteinspeicher
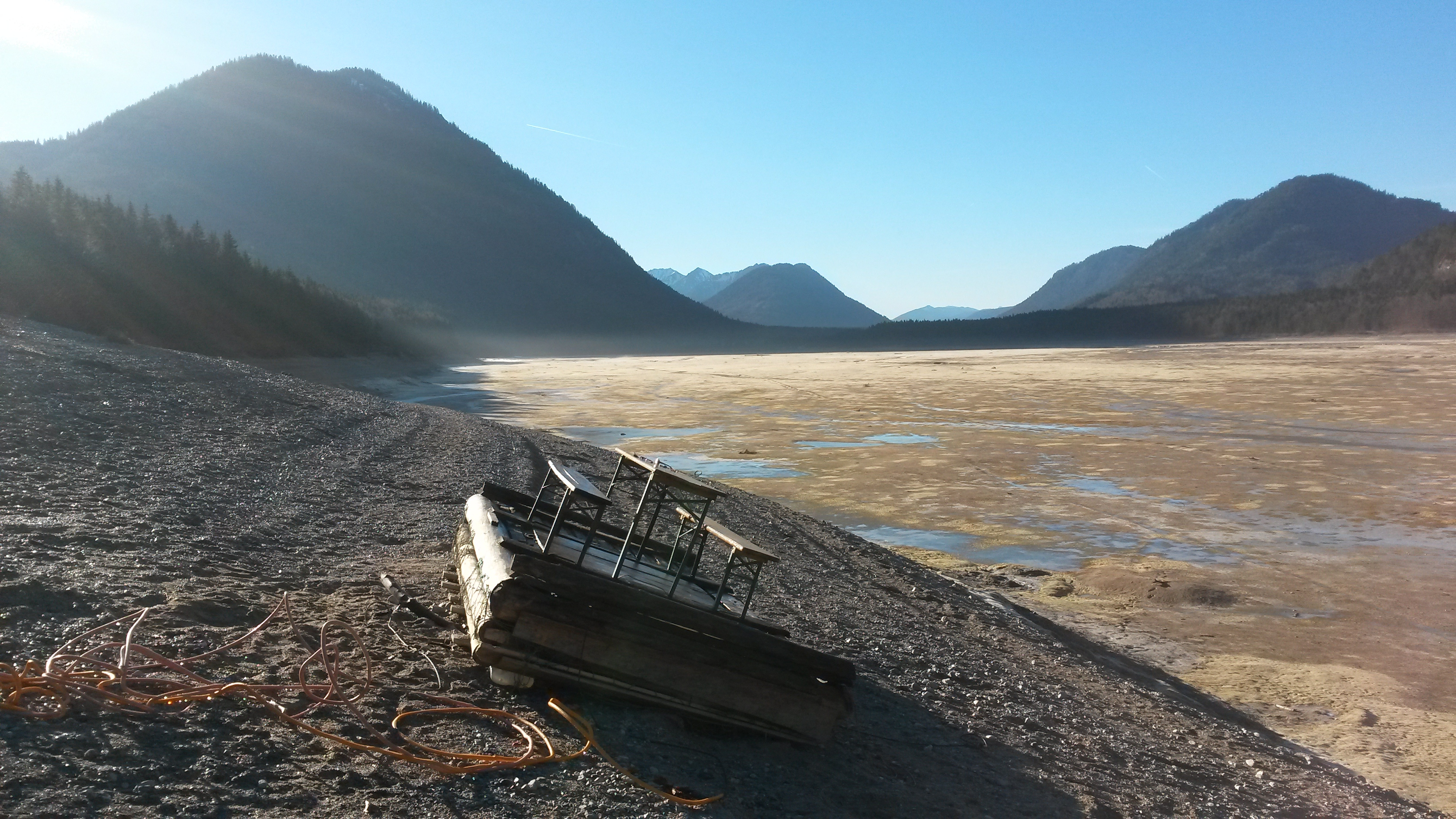
Sylvensteinspeicher Dezember 2015
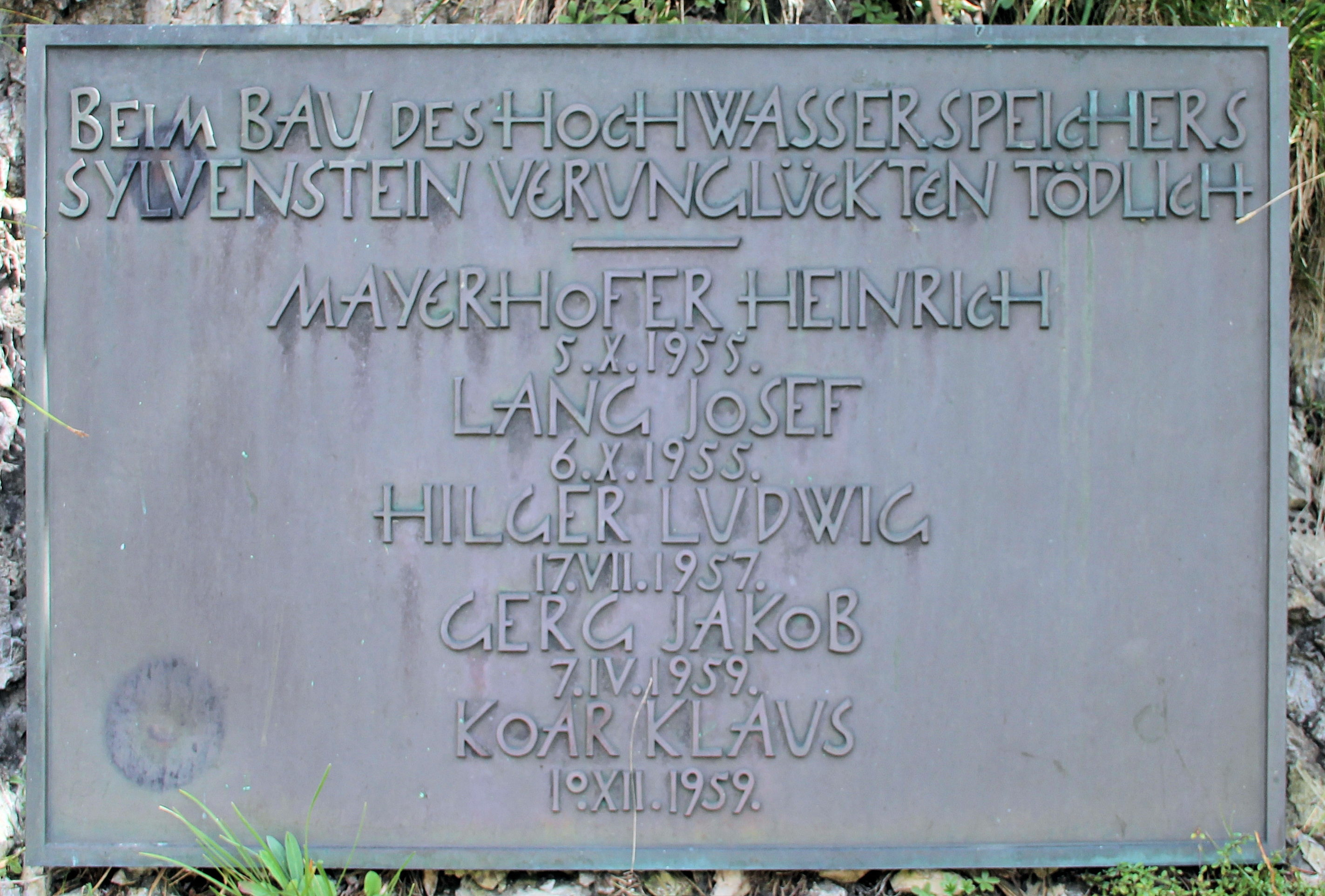
Gedenktafel für verunglückte Arbeiter
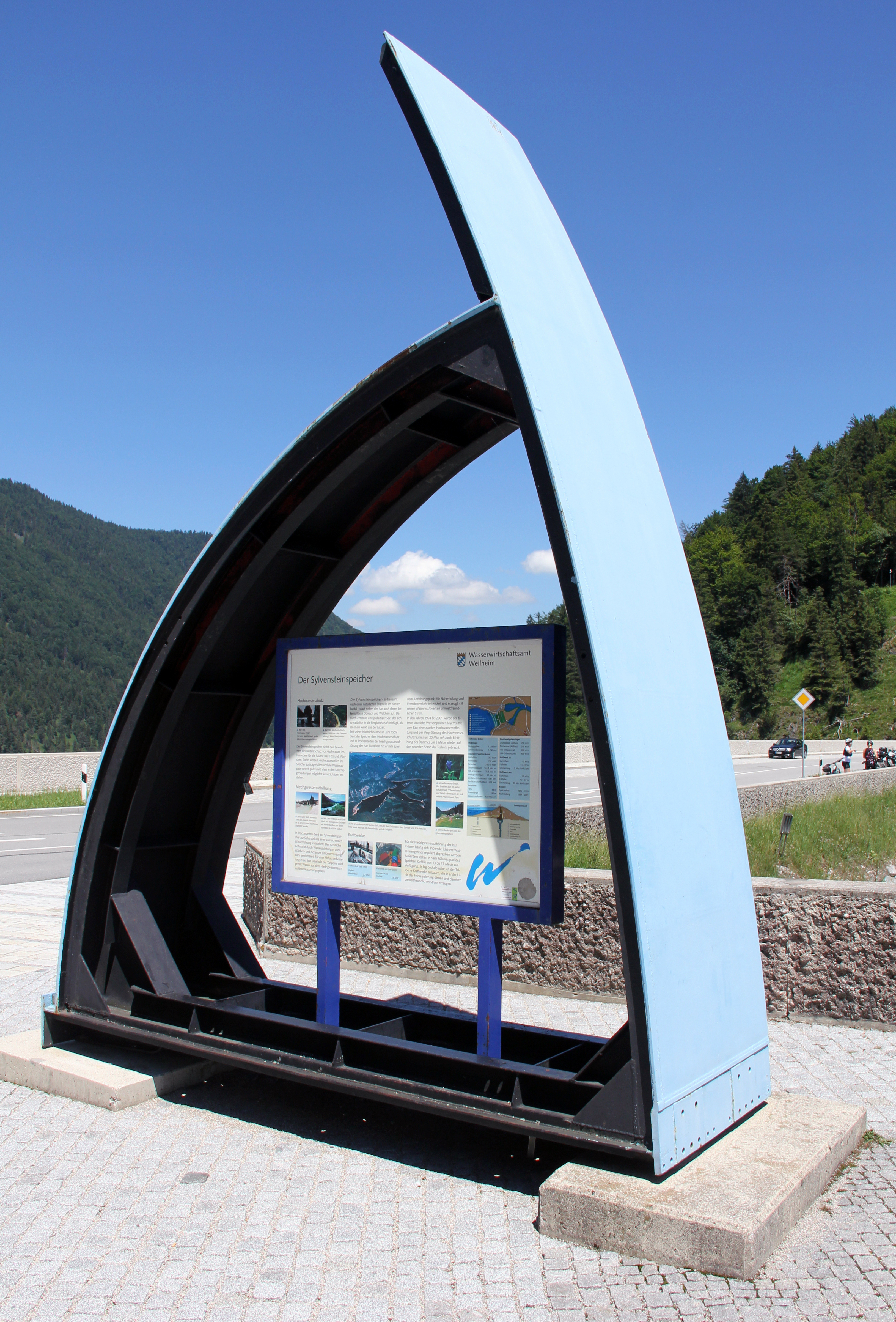
Ein Segment des alten Drumgates
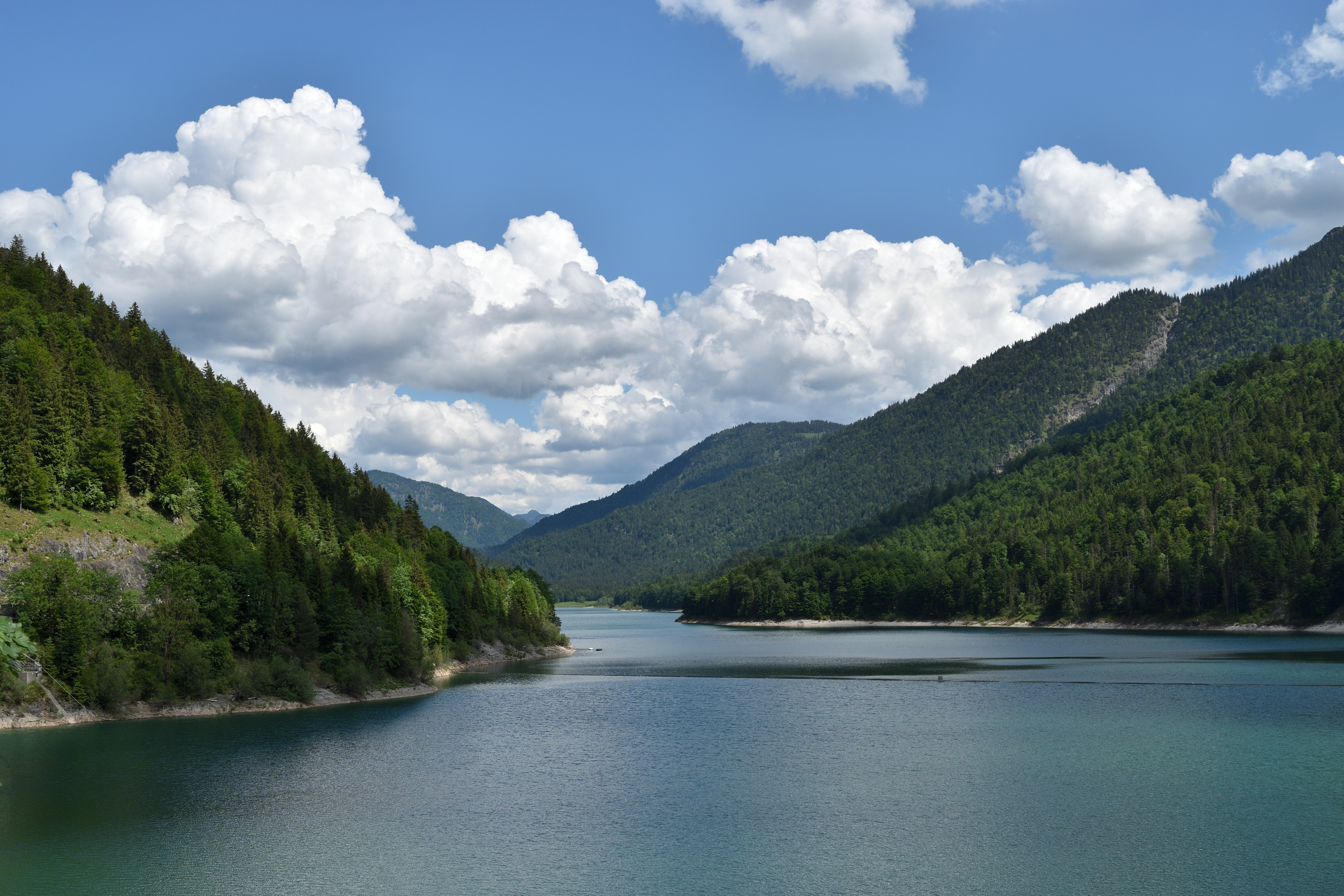
Blick zum östlichen Seeteil
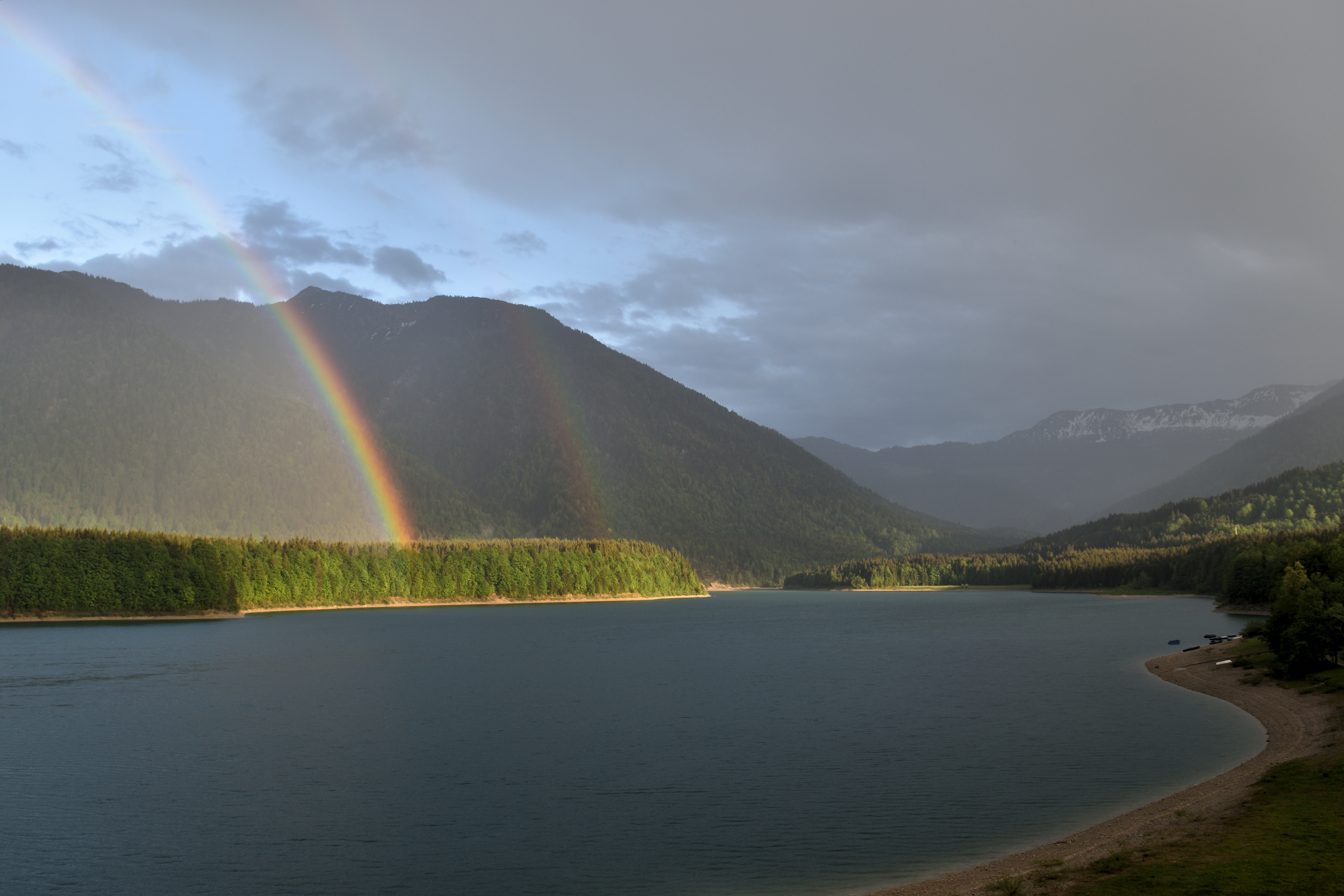
Blick von Faller-Klamm-Brücke nach Süden